# Lomtjärnen (Åre socken, Jämtland, 702138-133198)
Lomtjärnen är en sjö i Åre kommun i Jämtland och ingår i Indalsälvens huvudavrinningsområde. Sjön har en area på 0,147 kvadratkilometer och ligger 527,9 meter över havet. Lomtjärnen ligger i Ånnsjön Natura 2000-område.

## Delavrinningsområde
Lomtjärnen ingår i det delavrinningsområde (702156-133169) som SMHI kallar för Utloppet av Lomtjärnen. Medelhöjden är 528 meter över havet och ytan är 0,85 kvadratkilometer. Det finns inga avrinningsområden uppströms utan avrinningsområdet är högsta punkten. Vattendraget som avvattnar avrinningsområdet har biflödesordning 4, vilket innebär att vattnet flödar genom totalt 4 vattendrag innan det når havet efter 374 kilometer. Avrinningsområdet består mestadels av skog (21 procent) och sankmarker (57 procent). Avrinningsområdet har 0,15 kvadratkilometer vattenytor vilket ger det en sjöprocent på 17,6 procent. Bebyggelsen i området täcker en yta av 0,04 kvadratkilometer eller 5 procent av avrinningsområdet.